# Storia dell'automobile
La storia dell'automobile, come mezzo di trasporto affermato e funzionante, inizia verso la fine del XIX secolo; le prime automobili di questo tipo, si basano su modelli di vari veicoli concepiti in precedenza, a due o più ruote e di diverse forme, ed è per questo che la data di invenzione dell'auto non può essere stabilita con assoluta ed obiettiva esattezza:
(Ruggero Bacone, XIII secolo)
Già durante l'epoca storica del Rinascimento erano stati ideati e disegnati modelli di carri in grado di spostarsi autonomamente, eliminando la trazione animale; tuttavia, questi progetti vivevano solo sulla carta, ed alcuni prototipi funzionanti, come il famoso Carro di Cugnot (marchingegni con un motore a vapore), furono costruiti solo verso la fine del XVIII secolo. 
L'automobile, nata per sostituire la trazione animale, si servirà di motori di volta in volta diversi a seconda dei sistemi di alimentazione adottati. Ma soltanto dopo la prima guerra mondiale, l'introduzione del motore endotermico e della benzina si impose su una moltitudine di altri sistemi. Ciò nonostante, verranno sempre proposte, nei vari periodi storici, forme di alimentazione alternative alla benzina.

## Il motore a vapore ed il carro di Cugnot

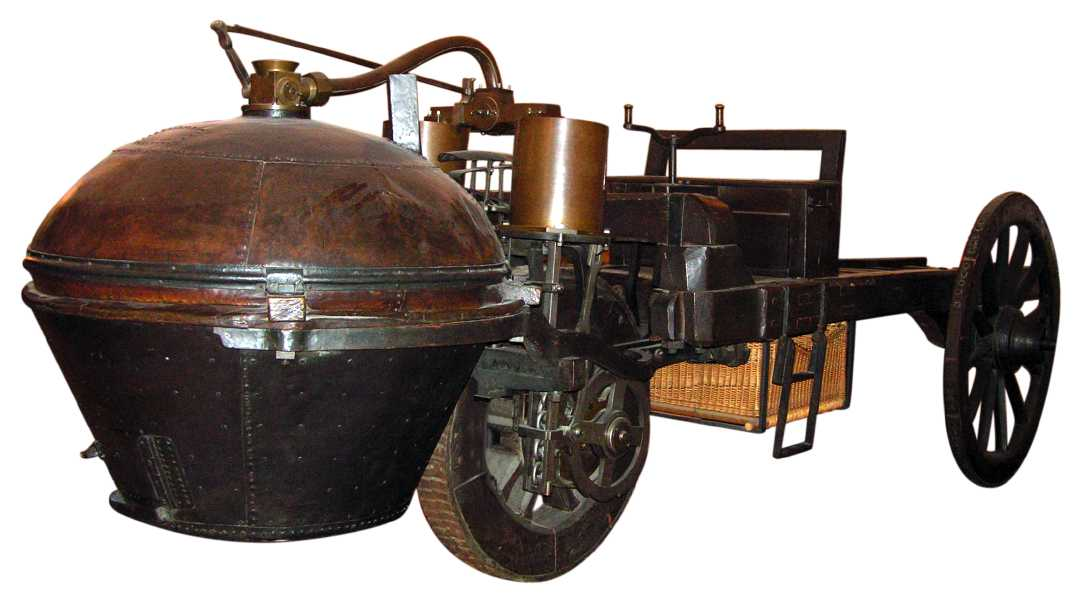
Carro di Cugnot, versione 1771, Parigi

Progettato nel 1769, era azionato da un motore a vapore a due cilindri in linea di 325 mm di alesaggio e 387 mm di corsa, per una cilindrata totale di circa 64.000 cm³. Questo marchingegno era in grado di portare un carico di oltre 4 tonnellate, soprannominato "macchina azionata dal fuoco" procedette lentamente solo per una dozzina di minuti, raggiungendo una punta di velocità stimata a 4 km/h ; questa pur brevissima esibizione segnò l'inizio della storia della motorizzazione: si tratta infatti della prima dimostrazione pratica fornita al mondo da un veicolo "auto-mobile" nel senso letterale del termine, vale a dire che si muove da sé tramite una forza non animale, non immagazzinata per mezzo di molle e che non utilizzava gli effetti del vento.
Il problema principale stava non tanto nel far muovere il mezzo, ma nella lentezza della sterzata e nel farlo frenare, infatti il primo prototipo si distrusse contro un muro.
Tuttavia subito dopo venne costruito un secondo carro nel luglio del 1771, che ottenne il risultato sperato (attualmente, il carro di Cugnot è conservato al Conservatoire National des Arts et Métiers di Parigi ed una replica si può ammirare presso il Museo dell'automobile Carlo Biscaretti di Ruffia di Torino). 
Il carro di Cugnot fu un prototipo fondamentale ma caratterizzato da diverse componenti in comune con altre invenzioni come la locomotiva ed il triciclo motorizzato. Si distingueva quindi dall'automobile moderna anche perché non costituiva, per il momento, una valida alternativa alla trazione animale. I progressi portarono ad una vera e propria svolta soltanto dopo un centinaio d'anni, soprattutto grazie ai modelli introdotti da imprenditori come Karl Benz.

## L'Ottocento: gas, benzina, Diesel e prime esperienze con l'elettricità
Anche nel XIX secolo vennero costruite delle automobili con trazione a vapore. Inoltre, ingegneri ed inventori continuavano a lavorare su modelli a trazione muscolare oppure a vela. Ciononostante la concorrenza di sistemi progrediti non si fece più attendere:
- Nel 1804, in Svizzera, il francese Isaac de Rivaz metteva a punto il motore a combustione interna, applicandolo in seguito su di un rudimentale veicolo.
- Nel 1839 fu inventata la prima auto elettrica, introdotta da Robert Anderson ad Aberdeen.[2]
- Nel 1860 il belga Étienne Lenoir fu in grado di mettere a punto un motore alimentato a gas, che venne poi applicato ad alcuni tricicli denominati Hippomobile.
- Nel 1864 l'italiano Innocenzo Manzetti introdusse la prima autovettura a vapore moderna, in grado di circolare lungo le strade[3]. Si tratta della «carrozza a vapore» citata da alcuni giornali valdostani e piemontesi tra il 1869 e il 1870.[4]
- Il 18 Luglio 1871 Giovanni Petronio Russo ottenne il brevetto, dal ministero dell'Agricoltura, dell'Industria e del Commercio, di un veicolo denominato «locomotiva adattabile alle strade comuni ».

Le ricerche che portavano a sviluppare nuovi modelli, si spingevano nelle più disparate direzioni, alimentate dagli sviluppi storici della industrializzazione, soprattutto inglese. Fu così che le città di Londra e Bath si ritrovarono già nel 1828 con un collegamento di autobus a vapore funzionanti.
Un momento di grande importanza fu senz'altro il 1876 grazie a Nikolaus August Otto che realizzò il primo motore a quattro tempi effettivamente funzionante. In ogni caso l'auto non si era ancora del tutto profilata e distinta da altri mezzi di locomozione e trasporto come la bicicletta e la locomotiva. Basti pensare al fatto che due famosi modelli francesi, l'Obéissante e la Mancelle venivano presentati all'Esposizione universale di Parigi (1878) nella sezione dedicata al materiale ferroviario.
Grazie ad alcune decisive innovazioni ed alla fondazione di importanti aziende, fu comunque proprio verso la fine del XIX secolo che l'autovettura diventava per la prima volta un fenomeno ben conosciuto ed in grado di fare concorrenza alla carrozza. Dal punto di vista estetico l'automobile sviluppava per la prima volta caratteristiche sempre meglio distinguibili da quelli di altri mezzi di trasporto, anche se spesso rimaneva visibile, nel progetto, la struttura di una carrozza adagiata su di un motore:
- Nel 1883 vengono fondate le prime fabbriche di automobili: in Francia a Puteaux, la De Dion, Bouton et Trépardoux e in Germania a Mannheim, la Benz & Cie. fondata dall'ingegnere tedesco Karl Benz, che aveva lasciato da poco la fabbrica di motori A.G. Gasmotorenfabrik costituita nel 1882.
- Nel 1884 è proprio la De Dion, Bouton et Trépardoux a costruire una delle prime vetture a motore. Era a vapore ed utilizzava come combustibili carbone, legno e carta. Fu chiamata La Marquise e la velocità massima era di circa 61 km/h. Insieme alla precedente Mancelle del 1878, di Amédée Bollée, è considerata l'automobile di serie più vecchia del mondo.
- Nel 1884 Enrico Bernardi realizzó a Verona un prototipo di veicolo a tre ruote con motore a benzina di piccola potenza. Il prototipo fu presentato alla esposizione generale italiana del 1884 ed è attualmente conservato presso il dipartimento di Ingegneria Industriale dell'Università di Padova.
- Nel 1886 Karl Benz, che otto anni prima era stato il pioniere del primo motore a combustione interna a due tempi, costruì il primo veicolo con motore endotermico. Nello stesso anno il connazionale Gottlieb Daimler realizzò un modello indipendente da quelli di Benz. La sua vettura raggiungeva una velocità di 16 km/h. Successivamente, nel 1889, il motore a quattro tempi di Daimler veniva installato su una vettura a quattro posti da René Panhard ed Émile Levassor.
- Nel 1890 Gottlieb Daimler fondò la Daimler-Motoren-Gesellschaft.
- Nel 1892 Rudolf Diesel brevettò un nuovo modello (che migliorava il grado di efficienza del ciclo Otto), il che preludeva alla costruzione del primo motore Diesel.
- Nel 1894 Enrico Bernardi realizzava il suo veicolo con motore a benzina e, per produrlo, nello stesso anno veniva fondata la Miari & Giusti, prima fabbrica italiana di automobili.
- Nel 1899 viene introdotta la frizione, nella sua rudimentale forma a cono.[5]

La concorrenza tra diversi sistemi era sempre maggiore e finiva per essere inscenata davanti al pubblico: fu così che nacquero le prime gare automobilistiche, tra le quali era senz'altro famosissima la Parigi-Rouen. Anche se sembravano profilarsi buone prospettive per il motore a benzina, questo sistema pareva tardare ad affermarsi sugli altri. Il primo record di velocità terrestre ufficialmente registrato, nel 1898, è da attribuire ad un'automobile elettrica: il francese Gaston de Chasseloup-Laubat raggiungeva i 63,15 chilometri l'ora, mentre l'anno successivo, il 29 aprile 1899 Camille Jenatzy superava la bellezza dei cento km/h con La Jamais Contente, anche in questo caso un'auto elettrica. Con la sua spiccata linea appuntita, questa vettura cercava una sua soluzione aerodinamica, anche se prematura.

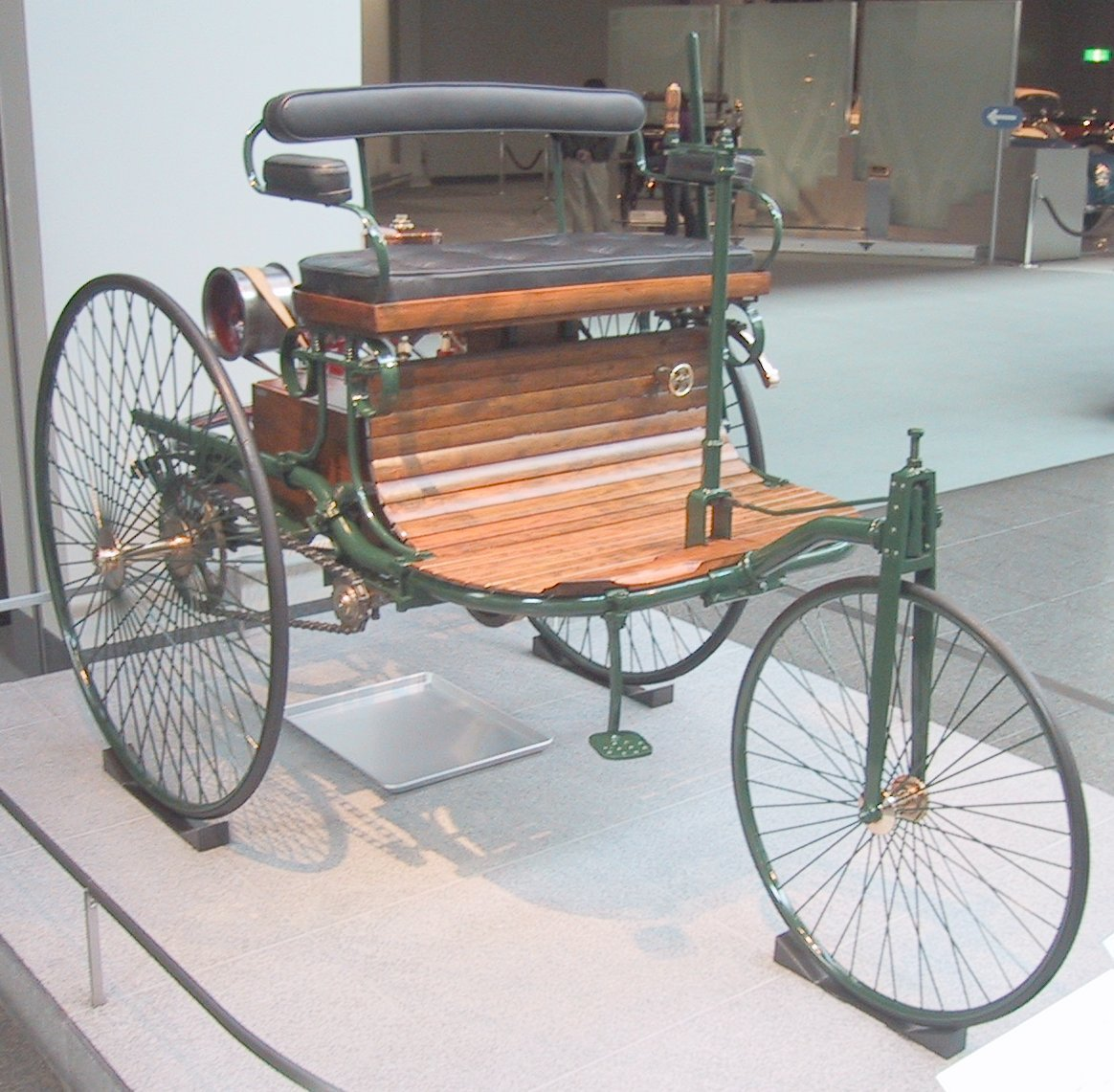
Benz Patent Motorwagen, 1886
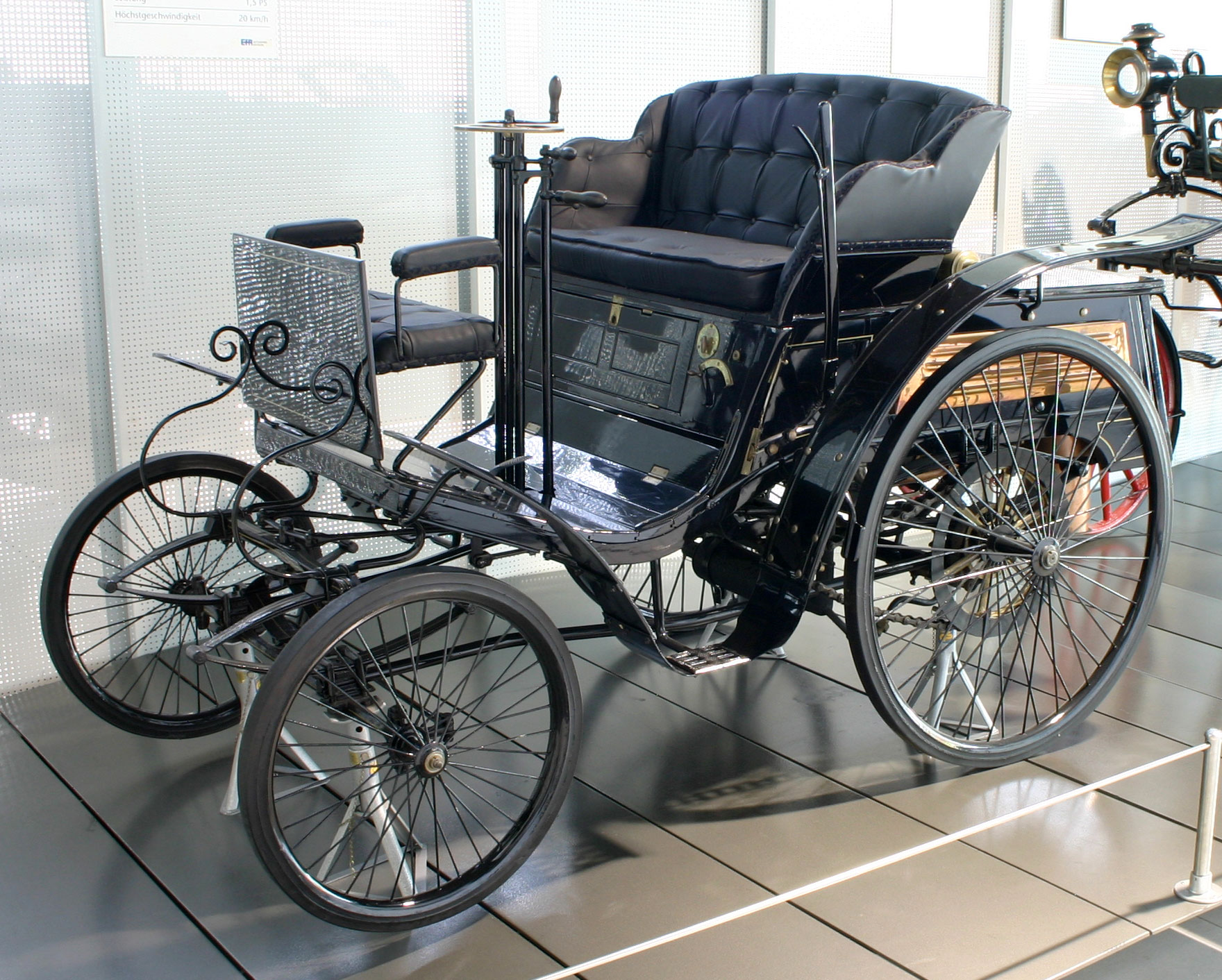
Benz Velo, 1894
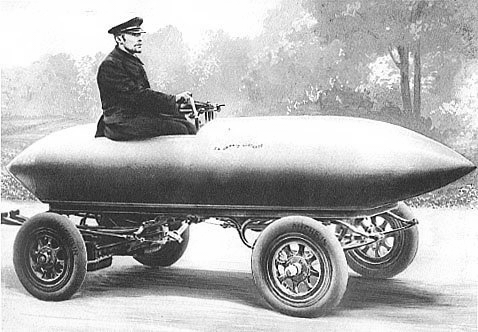
La Jamais Contente, 1899
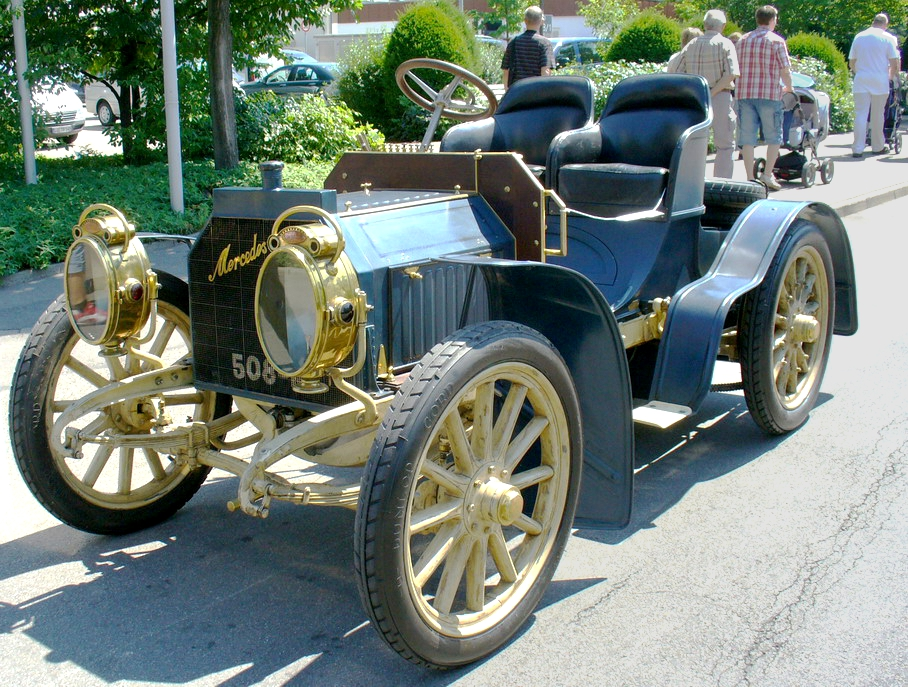
Mercedes Simplex, 1906

## Il Novecento: l'affermazione del modello a benzina
Come visto, il XX secolo si apriva con una ricerca volta nelle direzioni più disparate. Da carburante fungevano anche sostanze come il petrolio e l'alcool. Infatti, l'automobile a benzina finì per diventare il modello più affermato solo a partire dal periodo intorno alla prima guerra mondiale.
Nel 1910 fu inventato, da Charles Franklin Kettering per la Cadillac, l'avviamento elettrico: tra l'altro, con il progressivo aumento del numero dei cilindri, all'epoca diventava sempre più pericoloso accendere il motore manualmente girando l'apposita manovella.
Anche in Italia all'inizio del secolo iniziò la produzione industriale della FIAT a Torino, con la consulenza tecnica dell'ingegnere Enrico Bernardi, che fin dal 1896 aveva iniziato a realizzare industrialmente automobili con motori a scoppio presso la ditta Miari e Giusti di Padova.
Dal 1908 con la realizzazione in America della “Ford Modello T”, l'industria automobilistica diede avvio alla costruzione in grande serie di autoveicoli (dal 1913 utilizzando la catena di montaggio), incidendo fortemente sulla civiltà del XX secolo, considerando che tale auto fu in produzione per 19 anni con oltre 15 milioni di esemplari realizzati. Non si trattava di sviluppi di natura puramente tecnologica: infatti, di pari passo, la teoria economica del taylorismo introduceva nuovi canoni di produttività, ridefinendo in parte il ruolo del lavoratore e aprendo questioni di natura umana e sociale. Da una parte, la nuova classe operaia si ribellava a queste dinamiche coniando il termine dispregiativo di fordismo. Dall'altra si faceva il primo passo verso la produzione in massa di autovetture che potessero essere alla portata dei ceti meno abbienti.
Fu un'occasione presa al volo dalle dittature fasciste, che vedevano lo sviluppo di beni di consumo come fattore di piena occupazione e stabilità della base. Si diede così inizio una prima diffusione di autovetture in Italia o in Germania. Il 1936 fu infatti l'anno di nascita di modelli come la Fiat Topolino e la Volkswagen Maggiolino. Enorme fu lo sforzo intrapreso da Hitler per dotare negli anni 1930 il terzo Reich di una vera e propria rete autostradale: secondo il Führer l'auto era infatti un modo di far conoscere il territorio del Reich alla popolazione tedesca, più che un mezzo di trasporto urbano. L'auto doveva costare meno di 10.000 marchi.
Dopo la guerra, lo sviluppo industriale consentì innovazioni sempre diverse e più raffinate: gli pneumatici radiali fecero la loro comparsa sul mercato nel 1948; tre anni più tardi, era la volta del motore ad iniezione.
Il secondo dopoguerra fu per molti paesi europei come l'Italia un momento assai importante. Il parziale smantellamento dell'industria di guerra e il boom economico favorirono la diffusione massiccia di questo mezzo di locomozione.

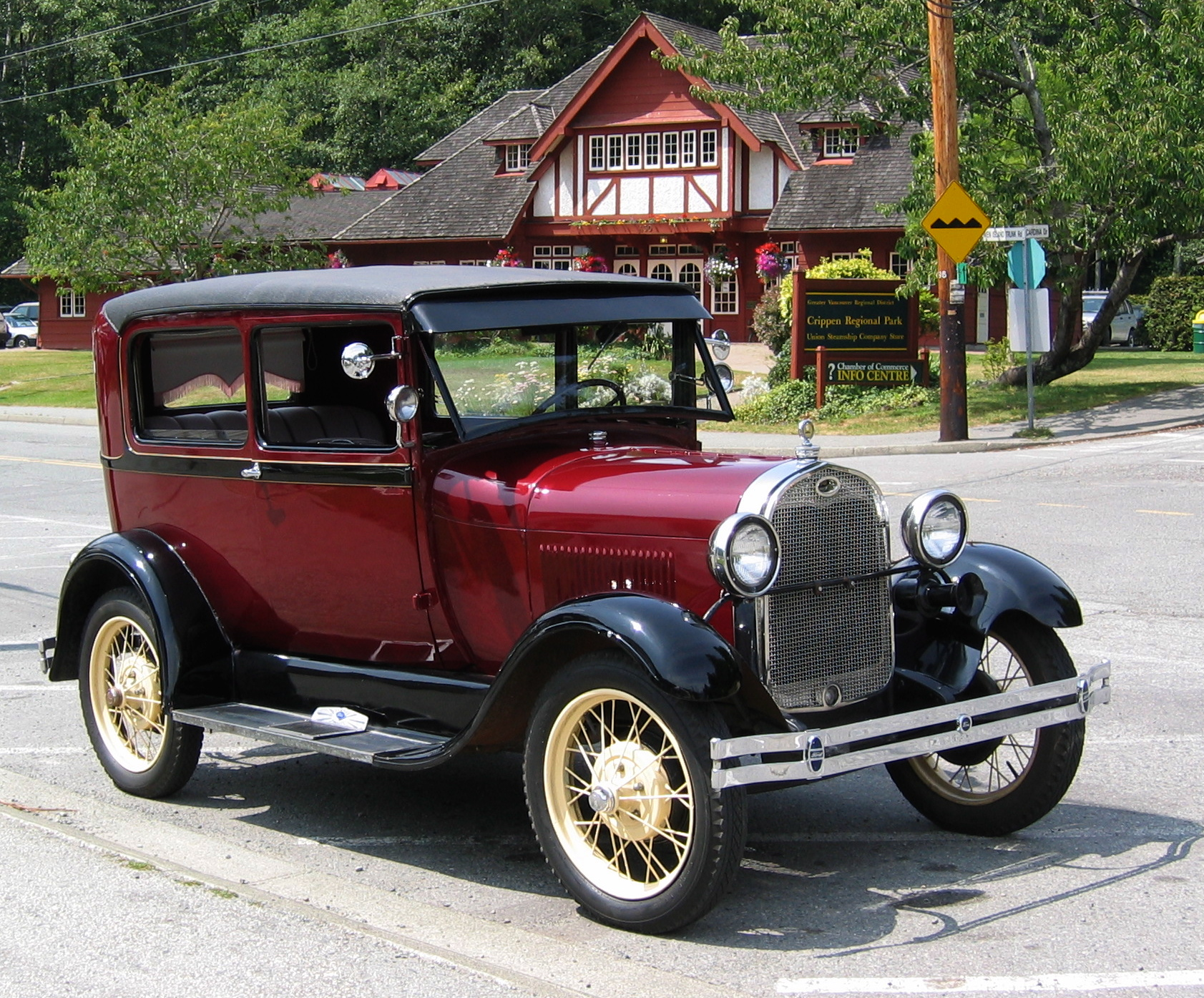
Ford Model A, 1928
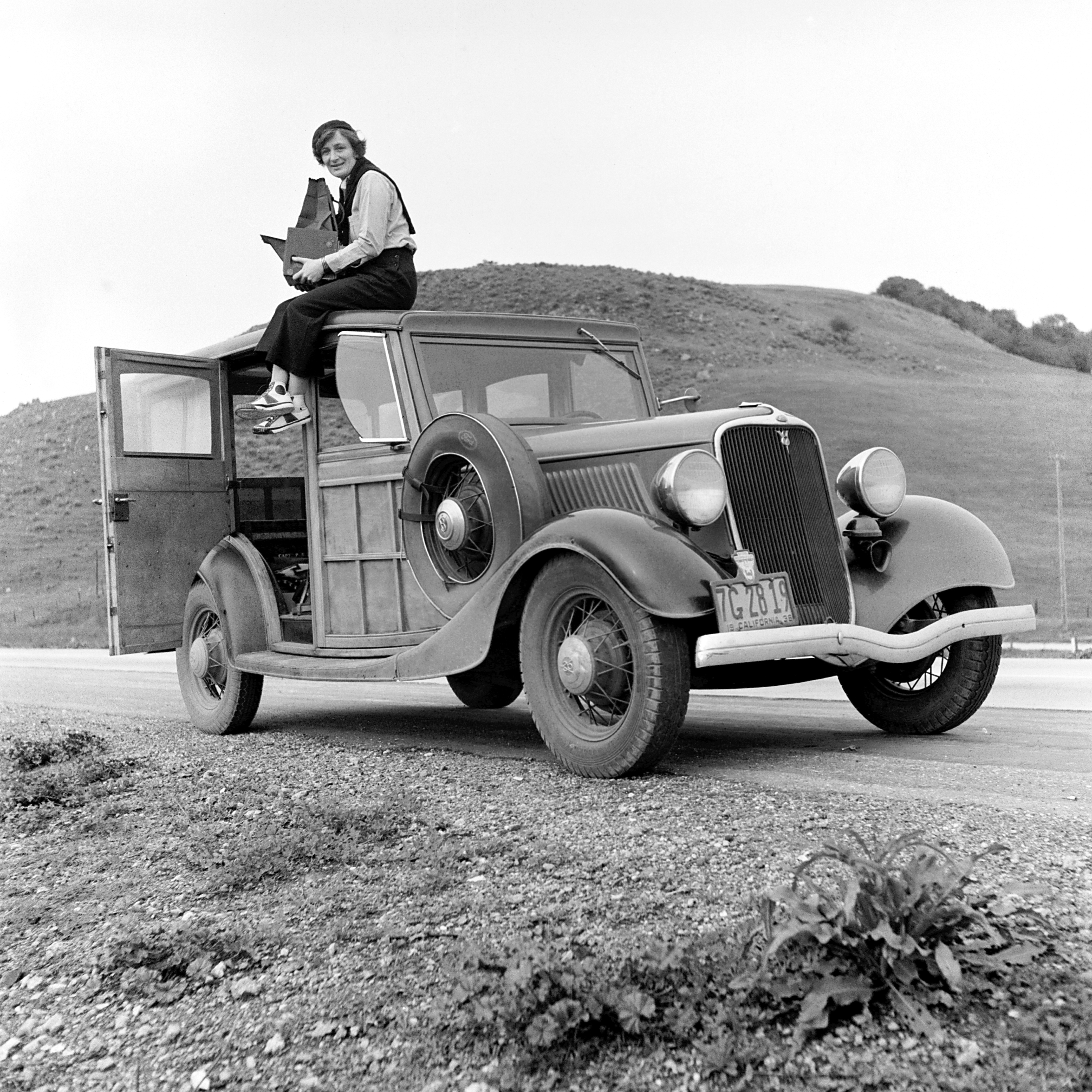
Ford Model B, 1936
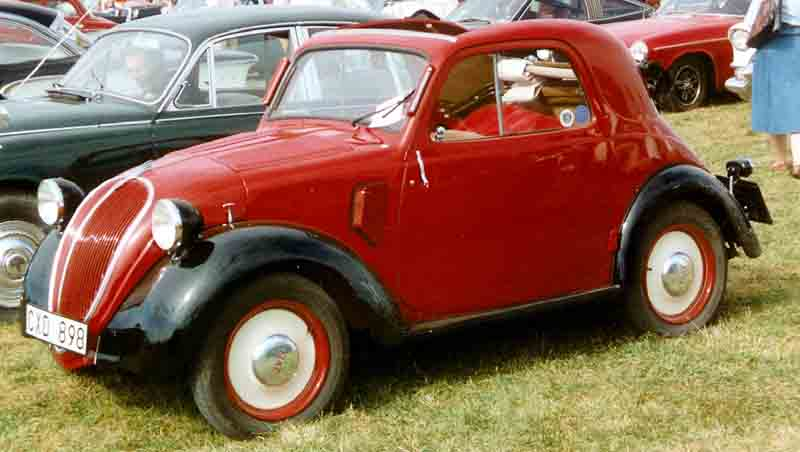
Fiat Topolino, 1947
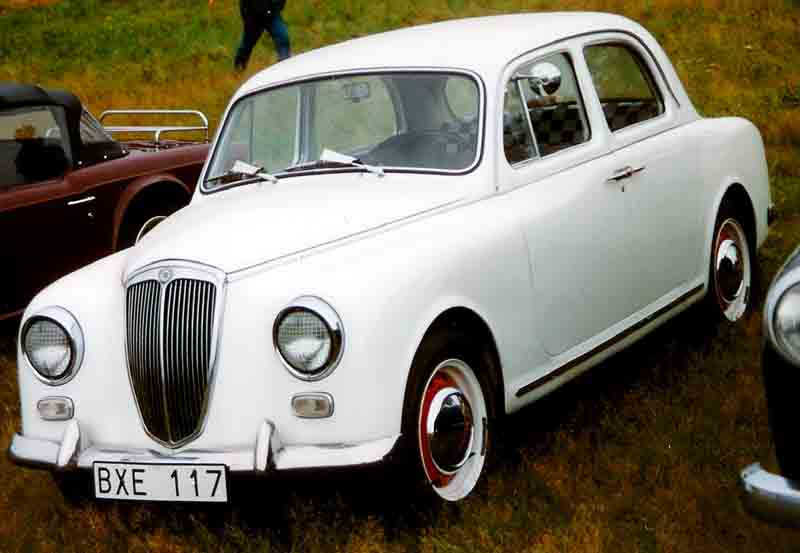
Lancia Appia, 1958

## Sviluppi recenti
La tendenza dei modelli odierni non è affatto contraria alla diversificazione del carburante. Il bisogno di un sistema alternativo alla benzina si fece notare ad esempio durante la crisi del petrolio, nel 1973. Il sistema diesel continuò quindi ad affermarsi accanto a quello a benzina, mentre in tempi successivi anche l'automobile elettrica, quella ad alcool e quella a gas (GPL) tornarono ad essere sviluppate. Sarebbe emersa tra l'altro l'auto ibrida, ovvero alimentata sia da benzina che dal gas o dall'energia elettrica.
Nel clima sociale, ambientale ed economico stabilitosi alla fine del XX secolo, acquisiscono un ruolo di sempre maggiore importanza i concetti di mobilità sostenibile e di energia rinnovabile puntando verso combustibili come l'idrogeno o addirittura su sistemi fotovoltaici da applicare alle auto. Ad esempio, il Brasile è un paese che in virtù delle proprie risorse utilizza largamente il bioetanolo per autovetture con il motore Flex. Infatti, in questo paese la raffinazione di canna da zucchero è una delle fonti di energia più importanti. D'altro canto, l'utilizzo di terreni agricoli per la produzione di carburante è stato criticato per il fatto di contribuire al disboscamento e alla lievitazione dei prezzi degli alimentari.
L'auto diventa un prodotto sempre più ricco di accessori legati a nuove funzionalità. Per reagire al numero impressionante di incidenti e decessi, la legislazione dei vari Paesi introduce nuove tecnologie come quella delle cinture di sicurezza e dell'airbag. Di conseguenza, a dispetto di un ulteriore incremento degli incidenti, il numero dei decessi in seguito a sinistri inizia a diminuire in maniera significativa. Innovazioni accessorie, come il sistema di parcheggio automatizzato o di frenata del veicolo autonoma in caso di pericolo, stanno avvicinando l'introduzione del pilota automatico.
Con l'avvento del Sistema di Posizionamento Globale (GPS) il conducente viene aiutato a trovare l'itinerario ottimale.
Sono stati fatti alcuni passi per quanto riguarda lo sviluppo dei prototipi di auto volante, grazie ai modelli Terrafugia Transition e AeroMobil 3.0l, anche se nel caso della seconda vettura si è avuto un caso di schianto durante un volo di prova, in occasione del quale il pilota è stato costretto a salvarsi con il paracadute.

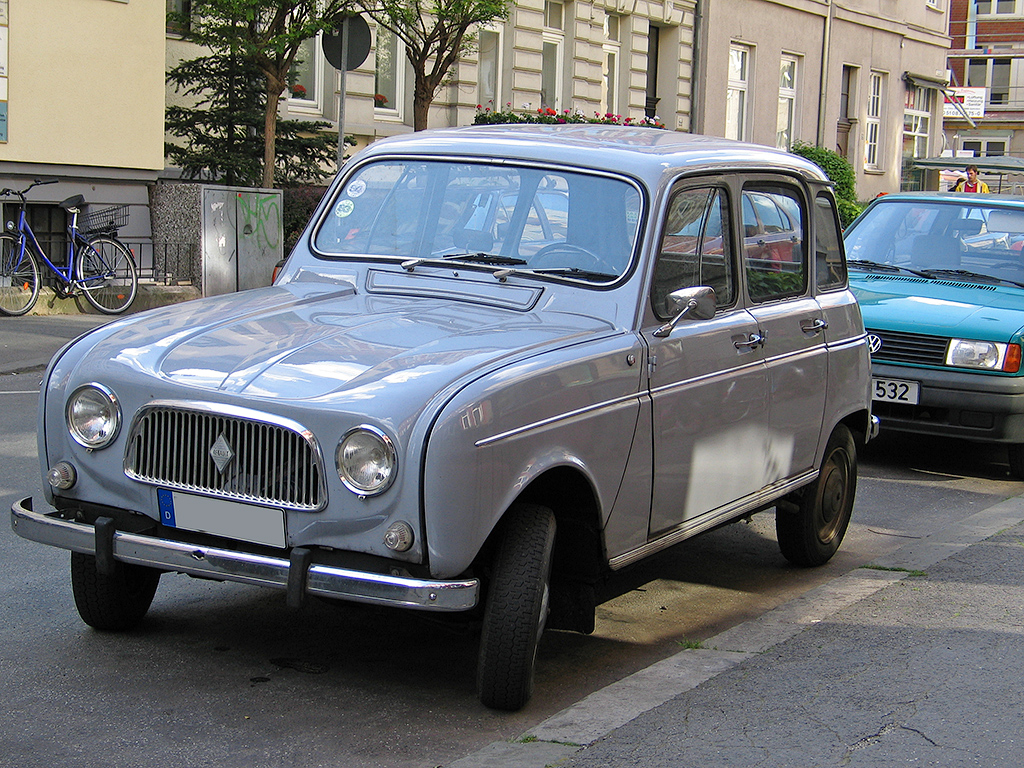
Renault 4, 1961
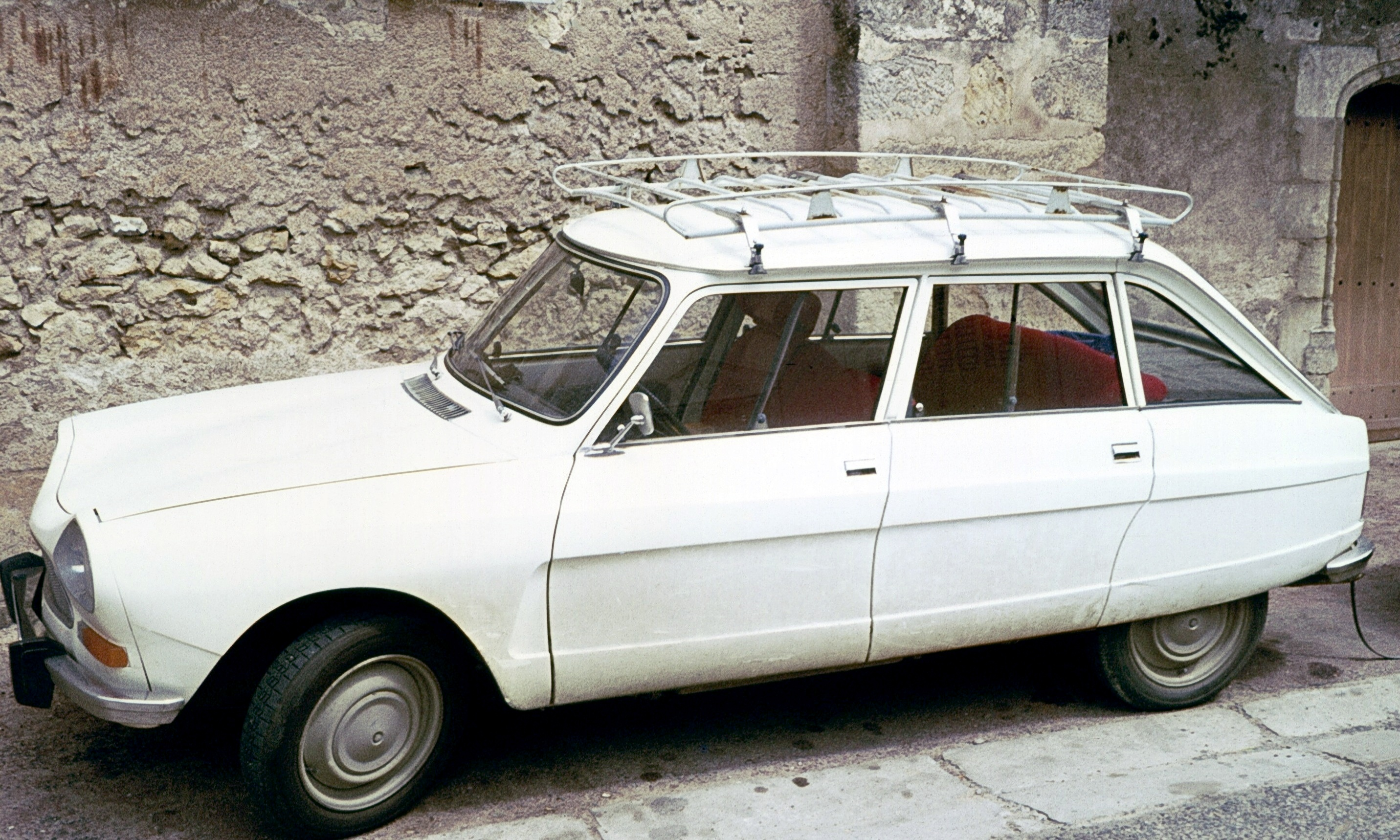
Citroën Ami 8, 1974
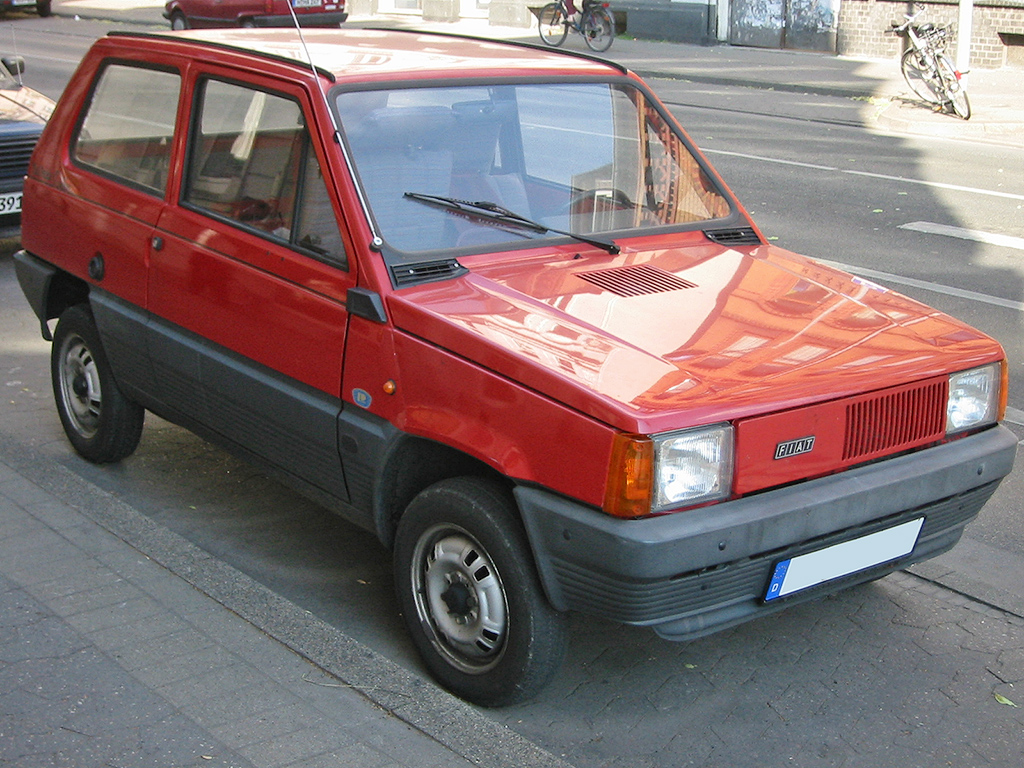
Fiat Panda, 1980
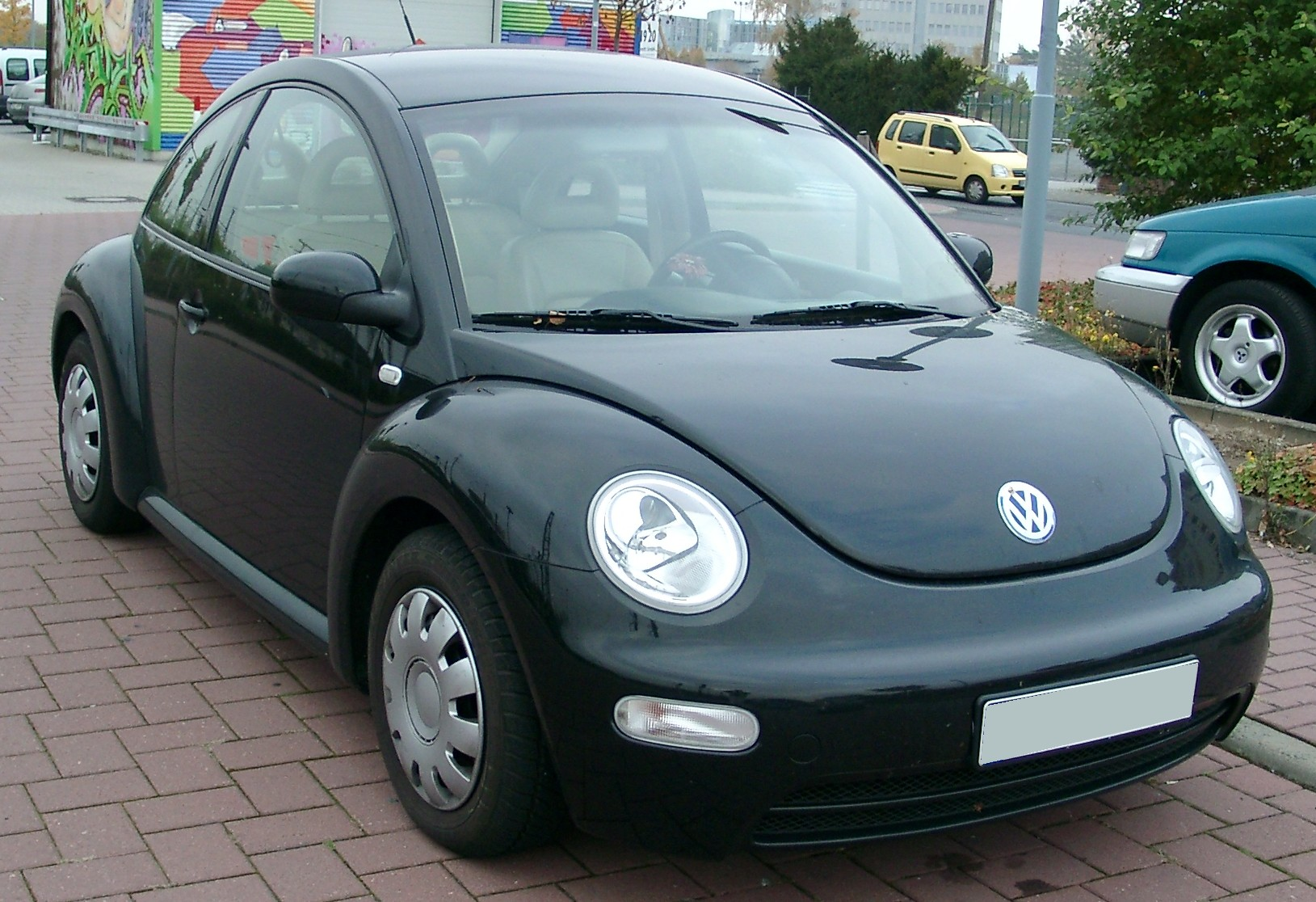
Volkswagen New Beetle, 1998